# Cycas arnhemica
Cycas arnhemica K.D. Hill, 1994 è una pianta appartenente alla famiglia delle Cycadaceae, endemica dell'Australia.

## Descrizione
È una cicade con fusto eretto, alto sino a 4 m e con diametro di 12-20 cm.
Le foglie, pennate, lunghe 70-110 cm, sono disposte a corona all'apice del fusto e sono rette da un picciolo lungo 9-36 cm; ogni foglia è composta da 60-135 paia di foglioline lanceolate, con margine ricurvo, lunghe mediamente 5,5-19 cm, di colore verde, inserite sul rachide con un angolo di 45-70°.
È una specie dioica con esemplari maschili che presentano microsporofilli disposti a formare strobili terminali di forma ovoidale, lunghi 22-28 cm e larghi 7-9 cm ed esemplari femminili con macrosporofilli che si trovano in gran numero nella parte sommitale del fusto, con l'aspetto di foglie pennate, ciascuna delle quali porta 1-4 ovuli. 
I semi sono grossolanamente ovoidali, lunghi 28-32 mm, ricoperti da un tegumento di colore arancio a maturazione.

## Distribuzione e habitat
Questa specie è diffusa nel Territorio del Nord dell'Australia. L'epiteto specifico arnhemica fa riferimento alla Arnhem Land, una riserva aborigena sita nella parte nord-orientale del Territorio del Nord, all'interno della quale la specie è diffusa.
Prospera nei terreni sabbiosi sovrastanti a laterite.

## Tassonomia
Sono state descritte 3 sottospecie:
- Cycas arnhemica subsp. arnhemica
- Cycas arnhemica subsp. muninga
- Cycas arnhemica subsp. natja

## Conservazione
La IUCN Red List classifica C. arnhemica come specie a rischio minimo (Least Concern).

La specie è inserita nella Appendice II della Convention on International Trade of Endangered Species (CITES)